# Mangelia stosiciana
Mangelia stosiciana é uma espécie de gastrópode do gênero Mangelia, pertencente a família Mangeliidae.